# Wakhan nationalpark

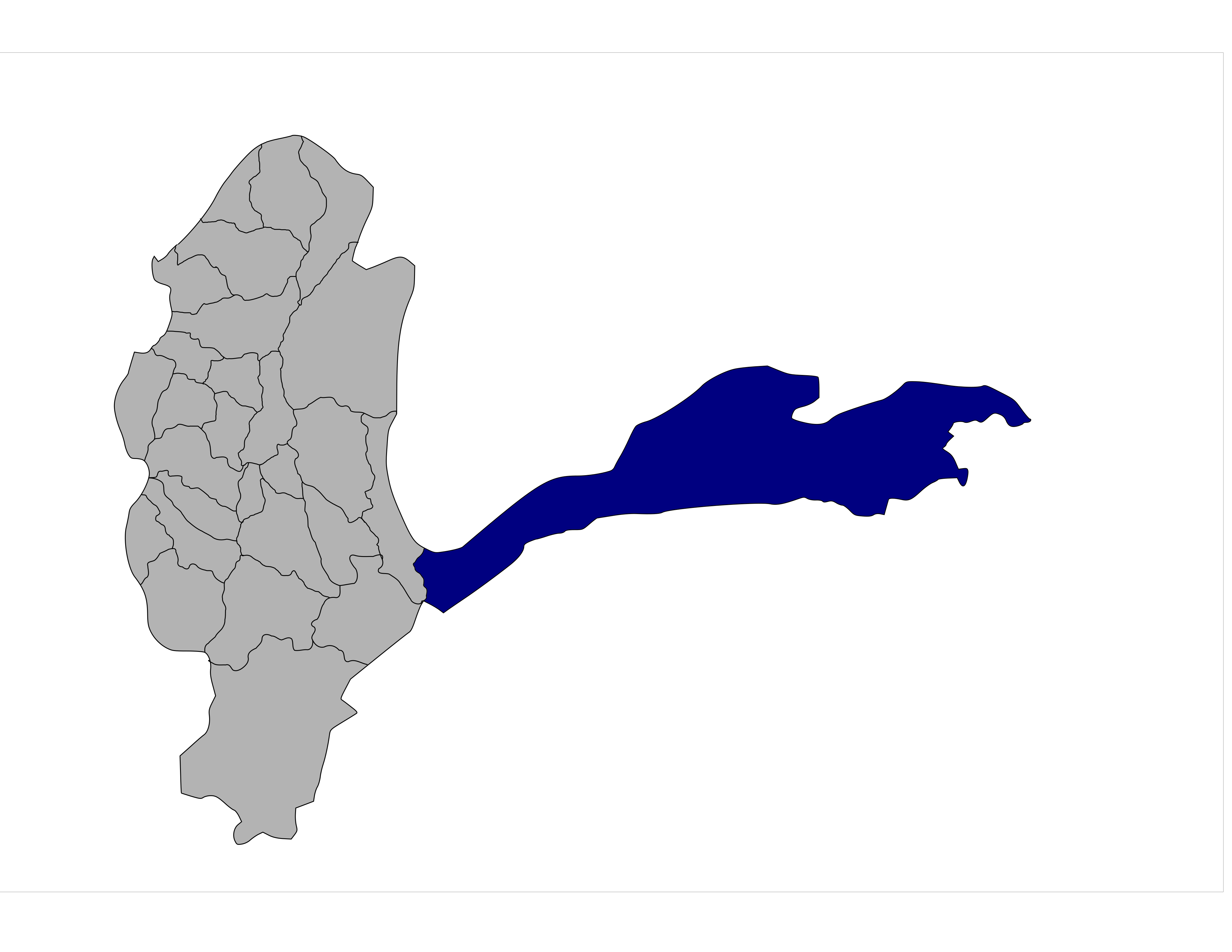
Wakhandistriktet.

Wakhan nationalpark är en nationalpark i östra Afghanistan. Den 10 900 kvadratkilometer stora nationalparken bildades år 2014 och omfattar hela Wakhandistriktet i Wakhankorridoren mellan bergskedjan Pamir och bergsmassivet Hindukush. 
Området som gränsar till Tadzjikistan, Pakistan och Kina, ligger huvudsakligen över trädgränsen och bebos av omkring 
13 000 wakhi  och 1 500 kirgizer.
Omkring 600 växtarter har identifierats och bland större däggdjur i nationalparken kan nämnas snöleopard, lodjur, varg, brunbjörn, stenmård, rödräv, pallaskatt, stenbock, Marco Polo-får och urial.